# Paganalia
Se llaman paganales o paganalia las fiestas instituidas entre los romanos llamadas así porque se celebraban en las aldeas que recibían el nombre de pagi en latín. 
Estas fiestas se solemnizaban en el mes de enero después del periodo de siembra y fueron instituidas, según Dionisio de Halicarnaso, por Servio Tulio por un principio de política. La fiesta consistía básicamente en una procesión que hacían todos los habitantes alrededor de su población practicando varias lustraciones para purificarlas y ofreciendo una especie de tortas a los altares de Ceres y Tellus para obtener una cosecha abundante. 
En ellas se ofrecía a modo de tributo una moneda de mayor o menor valor según la edad y el sexo del oferente. De este modo, el presidente de las fiestas sabía al instante el número de habitantes de la aldea así como su edad y sexo. Esta sutileza de Servio le sirvió para conocer en un golpe de vista el número y posibilidades de todos los ciudadanos y por lo tanto, las fuerzas con las que contaba el estado. 